# Campionati europei di slittino 2018
I Campionati europei di slittino 2018, quarantanovesima edizione della manifestazione organizzata dalla Federazione Internazionale Slittino, si sono tenuti il 27 e il 28 gennaio 2018 a Sigulda, in Lettonia, sulla Siguldas bobsleja un kamaniņu trase, la pista sulla quale si svolsero le rassegne continentali del 1996, del 2010 e del 2014; sono state disputate gare in quattro differenti specialità: nel singolo uomini, nel singolo donne, nel doppio e nella prova a squadre.
Anche questa edizione, come ormai da prassi iniziata nella rassegna di Paramonovo 2012, si è svolta con la modalità della "gara nella gara" contestualmente alla nona e ultima tappa della Coppa del Mondo 2017/2018 premiando gli atleti europei meglio piazzati nelle suddette quattro discipline.
Dominatrice del medagliere è stata la nazionale russa, capace di conquistare tre titoli sui quattro in palio e quattro medaglie sulle dodici assegnate in totale: quelle d'oro sono state vinte da Tat'jana Ivanova nell'individuale femminile, da Semën Pavličenko in quello maschile e dalla squadra composta dagli stessi Ivanova, Pavličenko insieme con Aleksandr Denis'ev e Vladislav Antonov nella prova a squadre; la gara del doppio è stata invece vinta dai tedeschi Toni Eggert e Sascha Benecken.
Oltre ai russi Tat'jana Ivanova e Semën Pavličenko, che hanno conquistato due medaglie d'oro, gli altri atleti che sono riusciti a salire per due volte sul podio in questa rassegna continentale sono stati i tedeschi Natalie Geisenberger, Felix Loch, Toni Eggert e Sascha Benecken e i lettoni Andris Šics e Juris Šics.

## Risultati

### Singolo uomini
La gara è stata disputata il 28 gennaio 2018 nell'arco di due manches e hanno preso parte alla competizione 31 atleti (di cui 7 non avevano superato la Nations Cup, gara di qualificazione del venerdì) in rappresentanza di 14 differenti nazioni; campione uscente era il russo Semën Pavličenko, che ha riconfermato il titolo anche in questa edizione ed essendo stato già campione europeo anche a Soči 2015, davanti al tedesco tedesco Felix Loch, a sua volta trionfatore a Oberhof 2013 e ad Altenberg 2016, e all'altro russo Roman Repilov, alla sua seconda medaglia europea individuale dopo l'argento del 2016.
| Pos. | Atleti            | Nazione    | Tempo    | Distacco |
| ---- | ----------------- | ---------- | -------- | -------- |
|      | Semën Pavličenko  | Russia     | 1'36"758 |          |
|      | Felix Loch        | Germania   | 1'36"769 | +0"011   |
|      | Roman Repilov     | Russia     | 1'36"870 | +0"112   |
| 4    | Inārs Kivlenieks  | Lettonia   | 1'36"907 | +0"149   |
| 5    | Wolfgang Kindl    | Austria    | 1'37"044 | +0"286   |
| 6    | Jozef Ninis       | Slovacchia | 1'37"059 | +0"301   |
| 7    | Johannes Ludwig   | Germania   | 1'37"071 | +0"313   |
| 8    | Kristers Aparjods | Lettonia   | 1'37"083 | +0"325   |
| 9    | Artūrs Dārznieks  | Lettonia   | 1'37"149 | +0"391   |
| 10   | David Gleirscher  | Austria    | 1'37"191 | +0"433   |

### Singolo donne
La gara è stata disputata il 27 gennaio 2018 nell'arco di due manches e hanno preso parte alla competizione 25 atlete (di cui 8 non avevano superato la Nations Cup, gara di qualificazione del venerdì) in rappresentanza di 12 differenti nazioni; campionessa uscente era la tedesca Natalie Geisenberger, che ha concluso la prova al secondo posto vincendo la medaglia d'argento, e il titolo è stato conquistato dalla russa Tat'jana Ivanova, al suo terzo alloro europeo dopo quelli conquistati a Sigulda 2010 e a Paramonovo 2012, davanti alla Geisenberger, già campionessa a Cesana Torinese 2008 e a Oberhof 2013 e all'italiana Sandra Robatscher, che riportò la sua nazione sul podio a distanza di 24 anni dall'ultima volta, quando fu Gerda Weissensteiner a trionfare a Schönau am Königssee nel 1994.
| Pos. | Atleti               | Nazione  | Tempo    | Distacco |
| ---- | -------------------- | -------- | -------- | -------- |
|      | Tat'jana Ivanova     | Russia   | 1'23"989 |          |
|      | Natalie Geisenberger | Germania | 1'24"076 | +0"087   |
|      | Sandra Robatscher    | Italia   | 1'24"360 | +0"371   |
| 4    | Dajana Eitberger     | Germania | 1'24"424 | +0"435   |
| 5    | Kendija Aparjode     | Lettonia | 1'24"473 | +0"484   |
| 6    | Julia Taubitz        | Germania | 1'24"538 | +0"549   |
| 7    | Elīza Cauce          | Lettonia | 1'24"594 | +0"605   |
| 8    | Andrea Vötter        | Italia   | 1'24"607 | +0"618   |
| 9    | Ulla Zirne           | Lettonia | 1'24"647 | +0"658   |
| 10   | Martina Kocher       | Svizzera | 1'24"835 | +0"846   |

### Doppio
La gara è stata disputata il 27 gennaio 2018 nell'arco di due manches e hanno preso parte alla competizione 19 doppi in rappresentanza di 11 differenti nazioni; campioni uscenti erano i tedeschi Tobias Wendl e Tobias Arlt, che hanno concluso la prova al terzo posto vincendo la medaglia di bronzo, e il titolo è stato conquistato dai connazionali Toni Eggert e Sascha Benecken, al loro terzo alloro continentale dopo quelli conquistati a Oberhof 2013 e ad Altenberg 2015, davanti alla coppia lettone composta dai fratelli Andris e Juris Šics, alla loro prima medaglia agli europei nella specialità biposto, e a Wendl/Arlt, già campioni a Soči 2015 e a Schönau am Königssee 2017.
| Pos. | Atleti                               | Nazione  | Tempo    | Distacco |
| ---- | ------------------------------------ | -------- | -------- | -------- |
|      | Toni Eggert Sascha Benecken          | Germania | 1'23"364 |          |
|      | Andris Šics Juris Šics               | Lettonia | 1'23"419 | +0"055   |
|      | Tobias Wendl Tobias Arlt             | Germania | 1'23"590 | +0"226   |
| 4    | Oskars Gudramovičs Pēteris Kalniņš   | Lettonia | 1'23"772 | +0"408   |
| 5    | Peter Penz Georg Fischler            | Austria  | 1'23"776 | +0"412   |
| 6    | Ludwig Rieder Patrick Rastner        | Italia   | 1'23"920 | +0"556   |
| 7    | Aleksandr Denis'ev Vladislav Antonov | Russia   | 1'23"923 | +0"559   |
| 8    | Kristens Putins Imants Marcinkēvičs  | Lettonia | 1'24"118 | +0"754   |
| 9    | Ivan Nagler Fabian Malleier          | Italia   | 1'24"230 | +0"866   |
| 10   | Thomas Steu Lorenz Koller            | Austria  | 1'24"274 | +0"910   |

### Gara a squadre
La gara è stata disputata il 28 gennaio 2018 e ogni squadra nazionale ha preso parte alla competizione con una sola formazione; nello specifico la prova ha visto la partenza di una "staffetta" composta da una singolarista donna ed uno uomo, nonché da un doppio per ognuna delle 9 formazioni in gara, che sono scese lungo il tracciato consecutivamente senza interruzione dei tempi tra un atleta e l'altro; il tempo totale così ottenuto ha laureato campione la nazionale russa di Tat'jana Ivanova, Semën Pavličenko, Aleksandr Denis'ev e Vladislav Antonov davanti alla squadra tedesca composta da Natalie Geisenberger, Felix Loch, Toni Eggert e Sascha Benecken e a quella lettone formata da Kendija Aparjode, Inārs Kivlenieks, Andris Šics e Juris Šics.
| Pos. | Squadra    | Atleti                                                                   | Tempo    | Distacco |
| ---- | ---------- | ------------------------------------------------------------------------ | -------- | -------- |
|      | Russia     | Tat'jana Ivanova Semën Pavličenko Aleksandr Denis'ev / Vladislav Antonov | 2'13"428 |          |
|      | Germania   | Natalie Geisenberger Felix Loch Toni Eggert / Sascha Benecken            | 2'13"579 | +0"151   |
|      | Lettonia   | Kendija Aparjode Inārs Kivlenieks Andris Šics / Juris Šics               | 2'13"607 | +0"179   |
| 4    | Italia     | Andrea Vötter Emanuel Rieder Ludwig Rieder / Patrick Rastner             | 2'13"990 | +0"562   |
| 5    | Austria    | Madeleine Egle Wolfgang Kindl Peter Penz / Georg Fischler                | 2'14"109 | +0"681   |
| 6    | Polonia    | Ewa Kuls-Kusyk Maciej Kurowski Wojciech Chmielewski / Jakub Kowalewski   | 2'14"972 | +1"544   |
| 7    | Ucraina    | Olena Stec'kiv Andrij Mandzij Oleksandr Obolončyk / Roman Zacharkiv      | 2'16"135 | +2"707   |
| -    | Rep. Ceca  | Tereza Nosková Ondřej Hyman Lukáš Brož / Antonín Brož                    | DSQ      |          |
| -    | Slovacchia | Katarína Šimoňáková Jozef Ninis Marek Solčanský / Karol Stuchlák         | DSQ      |          |

## Medagliere
| Posizione | Nazione  | Oro | Argento | Bronzo | Totale |
| --------- | -------- | --- | ------- | ------ | ------ |
| 1         | Russia   | 3   | 0       | 1      | 4      |
| 2         | Germania | 1   | 3       | 1      | 5      |
| 3         | Lettonia | 0   | 1       | 1      | 2      |
| 4         | Italia   | 0   | 0       | 1      | 1      |
| Totale    | Totale   | 4   | 4       | 4      | 12     |